# Farnabazos

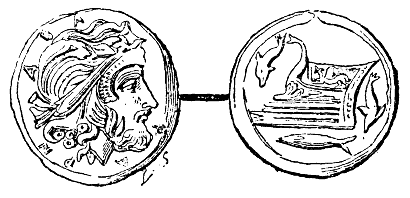
Silvermynt med bild på Farnabazos

Farnabazos var under det peloponnesiska kriget en persisk satrap i Daskyleion. Han stödde omväxlande Aten och Sparta. Han lät på Spartas inrådan mörda den grekiska politikern Alkibiades år 404 f.Kr. Tillsammans med atenaren Konon besegrade han år 394 f.Kr. den spartanska flottan vid Knidos.